# FIRST KISS (あぁ!の曲)
FIRST KISS（ファースト キス）は、あぁ!のデビューシングル。PICCOLO TOWNレーベルで2003年10月29日に発売された。
モーニング娘。6期メンバーの田中れいなとハロー!プロジェクト・キッズメンバーの夏焼雅、鈴木愛理の3人による平均年齢11歳のユニット。メインボーカルは田中れいな。センターは鈴木愛理。

## 収録曲
全作詞・作曲：つんく 全編曲：湯浅公一
1. FIRST KISS
ストリングスアレンジ：CHIKA
2. 正夢
3. FIRST KISS（Instrumental）

## 参加ミュージシャン
FIRST KISS
- プログラミング：湯浅公一
- ストリングス：CHIKA
- コーラス：あぁ！・DAWN MOORE・竹内浩明

正夢
- プログラミング：湯浅公一
- コーラス：鈴木愛理・つんく